# Tennskjær
Tennskjær est une localité du comté de Troms, en Norvège.

## Géographie
Administrativement, Tennskjær fait partie de la kommune de Lenvik.